# Anatoli Bibilov
Anatoli Ilitch Bibilov (en russe : Анатолий Ильич Бибилов ; en ossète : Бибылты Ильяйы фырт Анатолий, Bibylty Ilyyayy fyrt Anatoliy), né le 6 février 1970 à Tskhinvali, est un militaire russe et homme d'État sud-ossète, président de la république d'Ossétie du Sud - Alanie à partir du 21 avril 2017. Il perd l'élection présidentielle de 2022 face à Alan Gagloïev, qui lui succède le 24 mai.

## Biographie
Il est élu président de la république d'Ossétie du Sud le 9 avril 2017 et succède à Leonid Tibilov le 21 avril suivant. Comme son prédécesseur, il est partisan d'un rattachement à la fédération de Russie (projet non soutenu par Moscou). Cependant, contrairement à Tibilov qui tout en exprimant ce souhait n'avait pas engagé de procédure, Bibilov souhaite une union le plus rapidement possible avec la Russie.